# Горбунова, Ольга Константиновна
О́льга Константи́новна Горбуно́ва (27 августа 1993, Златоуст) — российская ватерполистка, подвижная нападающая команды «Динамо-Уралочка» и сборной России. Бронзовый призёр Олимпийских игр 2016 и чемпионата мира 2017. Заслуженный мастер спорта.

## Карьера
Начала заниматься водным поло в 11 лет у тренера Анны Хохряковой.
На Олимпиаде в Рио-де-Жанейро в составе национальной сборной России завоевала бронзовую медаль.

## Личная жизнь
Есть сын.

## Награды
- Медаль ордена «За заслуги перед Отечеством» II степени (25 августа 2016 года) — за высокие спортивные достижения на Играх XXXI Олимпиады 2016 года в городе Рио-де-Жанейро (Бразилия), проявленные волю к победе и целеутремленность[4].